# G剤
G剤（ジーざい、G-series）は、第二次世界大戦前後にドイツで開発された神経ガス（化学兵器）の総称。German gas が語源といわれる。戦後にポーランドやチェコスロバキアなどで開発された毒ガスもドイツ系の技術体系に含めると言う意味でG剤と呼ぶこともある。
G剤には、タブン・サリン・ソマン・エチルサリン・シクロサリンが分類される。サリンの場合はイソプロピルアルコールとメチルホスホン酸ジフルオリドを分けて充填したものを発射し発射時の衝撃で仕切りを破壊して飛翔しながら砲弾の回転力で混合させ、着弾時の衝撃で散布させる方式が用いられている（バイナリー兵器、binary chemical weapon）。毒性の高い状態で保存しておくのが危険であるため、このような分離方式が行われている。
また、1936年にタブン、1938年にサリン、1944年にソマン、○○年にエチルサリン、1949年にシクロサリンが発明され、その順に米軍によりGA・GB・GD・GE・GFのコード名が付けられた。GCはすでに医薬品の略号として用いられていたため使われることはなかった。後年に開発されたものほど、毒性が強い。また、GP(GV)と呼ばれるチェコスロバキアの神経ガスも存在する。
全て神経に作用する毒で、アセチルコリンエステラーゼの働きを阻害し、アセチルコリンの異常分泌を狙ったものである。常温では液体だが、兵器としては揮発により、ガスとして利用する。
同じころにV剤の代表格となる、VXガスも発明されている。